# Inmigración portuguesa en Colombia
La inmigración portuguesa en Colombia  se refiere al movimiento migratorio de Portugal a Colombia. La población portuguesa en Colombia no es numerosa, al igual que con otros países vecinos como Brasil y Venezuela. En consecuencia, la historia de la migración portuguesa a Colombia es discreta, pero algunos historiadores creen que los portugueses llegaron a territorio colombiano como marineros y comerciantes cuando estuvo bajo el dominio español y hasta su independencia. Hoy en día, solo 121 ciudadanos portugueses residen en el país, aunque la embajada portugueses en Bogotá indica que hay 800 portugueses registrados.

## Historia
A pesar del Tratado de Tordesillas, los portugueses eran comerciantes, artesanos, mercenarios y artistas. Sus suertes fueron asignadas en partes de América del Sur, incluyendo Colombia.
Los comerciantes de esclavos portugueses estaban presentes en Colombia, donde vendían esclavos de África. Serie de palabras del lenguaje cotidiano de Colombia, que son de origen africano. Lugares como Quebrada de Portugal hacen referencia a la presencia de portugueses, y está ubicada en el Departamento de Bolívar.
En 1607, el médico portugués João Mendes Neto describió en Discursos Medicinales la medicina natural que aplicó a españoles, portugueses, negros e indios por igual. El manuscrito de Discursos permaneció inédito hasta 1989. Neto procedía de la portuguesa Miranda do Douro y se fue después de estudiar medicina en la Universidad española de Valladolid a Sudamérica, donde se instaló en  Cartagena de Indias en la costa caribe colombiana.
El Reino de Portugal concluyó el 9 de abril de 1857 un primer tratado de comercio y navegación con la República de la Nueva Granada, a partir del cual en 1863 se desarrollaron los Estados Unidos de Colombia, y en 1886 se convirtió en el nombre actual de Colombia.

## Descendientes notables
- Francisco Pereira Martínez, precursor de la Independencia de Colombia. La ciudad de Pereira fue bautizada en su honor.
- Diego de Castro, primer gobernador del Departamento de Atlántico.
- Lina Tejeiro, actriz.
- Marcelo Dos Santos, actor argentino, residente en Colombia.